# Associazione Sportiva Livorno Calcio 2000-2001
Questa pagina contiene i dati relativi alla stagione sportiva 2000-2001 dell'Associazione Sportiva Livorno Calcio.

## Stagione
Nella stagione 2000-2001 il Livorno disputa il girone A del campionato di Serie C1, raccoglie 63 punti che valgono il terzo posto, disputa i playoff, vince con l'Arezzo la doppia semifinale, mentre cede in finale al Como, che sale in Serie B con il Modena. La svolta nel Livorno di Aldo Spinelli arriva dalla panchina, viene scelto Osvaldo Jaconi, un tecnico navigato per questa categoria. Gli amaranto sono determinati, e grazie ad alcuni ottimi risultati, come le vittorie su Modena e Como, sul Pisa battuto (3-0) all'Ardenza e (0-2) all'Arena in una partita segnata da incidenti, sulla Lucchese e sull'Arezzo, chiudono il torneo al terzo posto, e per la seconda volta si giocano i playoff. Purtroppo il leader labronico Igor Protti, autore di 17 reti, si infortuna nella semifinale, comunque superata con l'Arezzo, ma nelle finali contro il Como la sua assenza risulta determinante. All'ultimo minuto degli oltre duecento giocati, al termine del secondo tempo supplementare della gara di ritorno, il Como trova il goal che lascia anche per la prossima stagione il Livorno in Serie C1. Nella Coppa Italia di Serie C il Livorno vince con la Lucchese il girone H di qualificazione, ma nei sedicesimi di finale viene superato nel doppio confronto dal Prato, che poi andrà ad aggiudicarsi il Trofeo.

## Rosa
| N. |                   | Ruolo | Calciatore            |
| -- | ----------------- | ----- | --------------------- |
| 1  | Italia (bandiera) | P     | Andrea Ivan           |
| 12 | Italia (bandiera) | P     | Francesco Palmieri    |
| 6  | Italia (bandiera) | D     | Richard Vanigli       |
| 4  | Italia (bandiera) | D     | Giuseppe Geraldi      |
| 2  | Italia (bandiera) | D     | Juriy Cannarsa        |
| 5  | Italia (bandiera) | D     | Stefano Fanucci       |
| 13 | Italia (bandiera) | D     | Giacomo Nincheri      |
|    | Italia (bandiera) | D     | Giorgio Chiellini     |
|    | Italia (bandiera) | D     | Fabio Rimedio         |
|    | Italia (bandiera) | D     | Fabrizio Nofri Onofri |
|    | Italia (bandiera) | D     | Alessio Cencini       |
|    | Italia (bandiera) | D     | Gianluca Zanetti      |

| N. |                   | Ruolo | Calciatore              |
| -- | ----------------- | ----- | ----------------------- |
| 8  | Italia (bandiera) | C     | Giuseppe Alessi         |
| 14 | Italia (bandiera) | C     | Claudio Grauso          |
| 16 | Italia (bandiera) | C     | Domenico Di Carlo       |
| 7  | Italia (bandiera) | C     | Alessandro Doga         |
| 17 | Italia (bandiera) | C     | David Stefani           |
| 3  | Italia (bandiera) | C     | Tonino Martino          |
|    | Italia (bandiera) | C     | Pietro Parente          |
| 10 | Italia (bandiera) | A     | Igor Protti             |
| 11 | Italia (bandiera) | A     | Giacomo Lorenzini       |
| 18 | Italia (bandiera) | A     | Massimiliano Scichilone |
|    | Italia (bandiera) | A     | Nunzio Falco            |
|    | Italia (bandiera) | A     | Elvis Abbruscato        |

## Risultati

### Campionato

#### Girone di andata
| Arbitro: | Evangelista (Avellino) |

|  |           |                                     |
|  | Marcatori | 30’ I. Protti 81’ Geraldi 89’ Falco |

| Arbitro: | Cannella (Palermo) |

|                     |           |                    |
| I. Protti 8’ (rig.) | Marcatori | 46’ (rig.) A. Comi |

| Arbitro: | Ioseffi (Siena) |

|             |           |  |
| Rizzolo 37’ | Marcatori |  |

| Arbitro: | Ferraro (Crotone) |

|                                       |           |                            |
| I. Protti 48’, 88’ (rig.) Geraldi 54’ | Marcatori | 26’ Masitto 78’ Fiorentini |

| Arbitro: | Ferrari (Roma) |

|               |           |             |
| C. Protti 47’ | Marcatori | 72’ Geraldi |

| Arbitro: | Ardito (Bari) |

|             |           |                                 |
| Sinagra 73’ | Marcatori | 35’ Alessi 48’ (rig.) Lorenzini |

| Arbitro: | Valensin (Milano) |

|                           |           |               |
| Fanucci 46’ I. Protti 88’ | Marcatori | 90+2’ Femiano |

| Arbitro: | Belloli (Bergamo) |

|                                              |           |  |
| Fiori 4’ Menolascina 23’ (rig.) Carlet 90+3’ | Marcatori |  |

| Arbitro: | Rizzoli (Bologna) |

|                                     |           |              |
| Alessi 2’ I. Protti 25’ Geraldi 32’ | Marcatori | 74’ Fabbrini |

| Arbitro: | Palanca (Roma) |

|                           |           |                |
| Benfari 47’ Ricchiuti 52’ | Marcatori | 39’ Abbruscato |

| Arbitro: | Cannella (Palermo) |

|                                       |           |  |
| Alessi 30’ Nincheri 33’ Lorenzini 87’ | Marcatori |  |

| Arbitro: | D'Aguanno (Marsala) |

|            |           |               |
| Soligo 22’ | Marcatori | 52’ Lorenzini |

| Arbitro: | Lambertini (Bologna) |

|              |           |  |
| Nincheri 74’ | Marcatori |  |

| Arbitro: | Ardito (Bari) |

|                             |           |  |
| I. Protti 54’ Lorenzini 77’ | Marcatori |  |

| Arbitro: | Ferraro (Crotone) |

|                       |           |             |
| Rizzitelli 63’ (rig.) | Marcatori | 54’ Vanigli |

| Arbitro: | Tonolini (Milano) |

|                                       |           |               |
| Martino 27’ Vanigli 36’ Lorenzini 44’ | Marcatori | 88’ Sensibile |

| Arbitro: | Cannella (Palermo) |

|             |           |                      |
| Araboni 50’ | Marcatori | 56’ (rig.) I. Protti |

#### Girone di ritorno
| Arbitro: | Cruciani (Pesaro) |

|                                    |           |  |
| Lorenzini 42’ I. Protti 46’ (rig.) | Marcatori |  |

| Arbitro: | Rizzoli (Bologna) |

|           |           |              |
| Terni 84’ | Marcatori | 9’ Lorenzini |

| Arbitro: | De Marco (Chiavari) |

|                               |           |  |
| I. Protti 14’, 47’ Alessi 62’ | Marcatori |  |

| Carrara 4 febbraio 2001 21ª giornata | Carrarese       | 0 – 0 | Livorno | Stadio dei Marmi\| Arbitro: \| Dattilo (Locri) \| |
| Arbitro:                             | Dattilo (Locri) |       |         |                                                   |

| Arbitro: | Bergonzi (Genova) |

|                                                        |           |  |
| I. Protti 57’ Lorenzini 63’ (rig.), 77’ Scichilone 90’ | Marcatori |  |

| Arbitro: | Vicinanza (Albenga) |

|                                            |           |  |
| I. Protti 19’, 41’, 46’ Lorenzini 40’, 81’ | Marcatori |  |

| Como 24 febbraio 2001 24ª giornata | Como              | 0 – 0 | Livorno | Stadio Giuseppe Sinigaglia\| Arbitro: \| Cruciani (Pesaro) \| |
| Arbitro:                           | Cruciani (Pesaro) |       |         |                                                               |

| Livorno 4 marzo 2001 25ª giornata | Livorno            | 0 – 0 | Spezia | Stadio Armando Picchi\| Arbitro: \| Cannella (Palermo) \| |
| Arbitro:                          | Cannella (Palermo) |       |        |                                                           |

| Arbitro: | Girardi (San Donà di Piave) |

|                         |           |               |
| Fabbrini 24’ Pasino 37’ | Marcatori | 74’ Lorenzini |

| Arbitro: | Ponzalli (Firenze) |

|                                                              |           |                                     |
| Geraldi 8’ Stefani 40’ I. Protti 45+1’ Scichilone 89’, 90+2’ | Marcatori | 14’ Ricchiuti 55’ (rig.), 59’ Frick |

| Arbitro: | Dattilo (Locri) |

|  |           |                      |
|  | Marcatori | 67’ (rig.) I. Protti |

| Arbitro: | Giammillaro (Messina) |

|                                        |           |  |
| Alessi 25’ I. Protti 62’ Lorenzini 73’ | Marcatori |  |

| Arbitro: | Giannoccaro (Lecce) |

|                     |           |               |
| Cannarsa 33’ (aut.) | Marcatori | 46’ Lorenzini |

| Arbitro: | Rizzoli (Bologna) |

|           |           |  |
| Zhabov 1’ | Marcatori |  |

| Arbitro: | Liberti (Genova) |

|                |           |  |
| Scichilone 83’ | Marcatori |  |

| Bergamo 6 maggio 2001 33ª giornata | Alzano Virescit | 0 – 0 | Livorno | Stadio Atleti Azzurri d'Italia\| Arbitro: \| Cenni (Imola) \| |
| Arbitro:                           | Cenni (Imola)   |       |         |                                                               |

| Livorno 13 maggio 2001 34ª giornata | Livorno             | 0 – 0 | AlbinoLeffe | Stadio Armando Picchi\| Arbitro: \| G. Rocchi (Firenze) \| |
| Arbitro:                            | G. Rocchi (Firenze) |       |             |                                                            |

### Playoff
| Arbitro: | Cuttica (Alessandria) |

|                     |           |                                     |
| Colacone 14’ (rig.) | Marcatori | 8’ Alessi 19’ (rig.), 28’ I. Protti |

| Arbitro: | Carlucci (Molfetta) |

|                               |           |  |
| Doga 37’ Lorenzini 41’ (rig.) | Marcatori |  |

| Livorno 10 giugno 2001 Finale - Andata | Livorno            | 0 – 0 | Como | Stadio Armando Picchi\| Arbitro: \| Cannella (Palermo) \| |
| Arbitro:                               | Cannella (Palermo) |       |      |                                                           |

| Arbitro: | Cruciani (Pesaro) |

|                     |           |  |
| Geraldi 120’ (aut.) | Marcatori |  |

### Coppa Italia

#### Girone H
| 17 agosto 2000 1ª giornata |  | – Turno di riposo Livorno |  |  |

| Pontedera 20 agosto 2000 2ª giornata | Castelnuovo        | 0 – 0 | Livorno | Stadio Comunale\| Arbitro: \| Ponzalli (Firenze) \| |
| Arbitro:                             | Ponzalli (Firenze) |       |         |                                                     |

| Arbitro: | Ciancaleoni (Foligno) |

|                       |           |               |
| Falco 29’ (rig.), 47’ | Marcatori | 79’ Argentesi |

| Arbitro: | Palanca (Roma) |

|  |           |                                       |
|  | Marcatori | 1’ I. Protti 61’ Alessi 65’ Lorenzini |

| Arbitro: | Vicinanza (Albenga) |

|                                     |           |                                   |
| Falco 40’ (rig.) I. Protti 50’, 87’ | Marcatori | 37’ Cribari 71’ Borneo 74’ Buglio |

| Arbitro: | Rizzoli (Bologna) |

|                       |           |           |
| Abate 25’ Cellini 49’ | Marcatori | 19’ Falco |

| Arbitro: | Bergonzi (Genova) |

|               |           |             |
| I. Protti 51’ | Marcatori | 65’ Cellini |